# Antidarwinisme
L'antidarwinisme és el vessant científic que nega i qüestiona la validesa o suficiència explicativa de la teoria de l'evolució per selecció natural coneguda com a darwinisme. També qüestiona la rellevància o aportació científica de Charles Darwin a qui es considera sobrevalorat (considerat com un aficionat a la biologia que va idear una teoria apte per a l'època i ideals Victorians) així com la seva influència en biologia. Així mateix qüestiona la teoria de la Síntesi evolutiva moderna, anomenada "Neodarwinisme".
Les posicions antidarwinistes no són uniformes (poden ser evolucionistes i anti-darwinistes), i es basen en diversos principis científics, filosòfics i teològics.

## Antidarwinistes rellevants
- Rémy Chauvin - (1913 -), entomòleg francès, especialitzat en conducta animal.
- Michael Behe - (1952 -), bioquímic nord-americà defensor del disseny intel·ligent.
- William A. Dembski - (1960 -), matemàtic, filòsof i teòleg nord-americà proponent del disseny intel·ligent i creacionista.
- Louis Pauwels - (1920-1997), periodista i escriptor francès.
- Jacques Bergier - (1912-1978), enginyer químic, periodista i escriptor francès.
- Máximo Sandín - (1950 -), professor titular de Bioantropologia, Universitat Autònoma de Madrid.[1]
- Mariano Soler-(1846-1908), Doctor en Dret canònic i Arquebisbe de Montevideo (Uruguai), dur opositor a les tesis de Darwin.[2]

## Posicions antidarwinistes

### La crítica de Máximo Sandín
Máximo Sandín rebutja la teoria darwinista en qualsevol de les seves versions. Per Sandín, la vida és un fenomen de la més alta complexitat. Això no significa simplement reconèixer les intricades relacions entre els nombrosos elements que componen als organismes vius, sinó el fet que només es pot parlar de vida, en la seva forma més elemental, quan tots aquests elements ja estan en una interacció coordinada i produint la funcionalitat del sistema. No es tracta de reconèixer la vida com una cosa massa "complicada" per produir-se de manera natural, sinó com un fenomen molt més complex del que Darwin suposava.
La complexitat implicada en el funcionament de la vida, fins a les aparentment més simples funcions com la codificació d'una proteïna per un gen, xoca amb la simplicitat de les mutacions lentes, graduals i l'atzar del darwinisme. Cap científic que conegui el funcionament de la cèl·lula, les relacions bioquímiques entre les molècules de la vida i l'enorme equilibri entre les funcions cel·lulars deixa d'impressionar-se amb la intricada cadena de relacions que fan que la vida existeixi. Sandín veu en això una contradicció entre les dades reals i la teoria que actualment els intenta explicar. Els estudis avançats de genètica i els sorprenents descobriments en l'estudi del genoma de diversos éssers vius han anat revelant que el funcionament dels processos biològics involucra molts més factors que una simple relació mecànica genproteína o genotipofenotip, que caracteritzen el concepte tradicional defensat per molts biòlegs. Per Sandín, el mecanisme fonamental de l'evolució no és la mutació aleatòria ni la selecció natural, sinó la integració de virus en genomes ja existents.
D'acord amb les referències de Sandín, les investigacions de Radhey Gupta i William Ford Doolittle revelen que el conjunt de gens responsables de la transmissió d'informació genètica i del metabolisme en les eucariotes tenen el seu origen en els organismes procariotes: arqueus i bacteris. Aquestes dades van ser obtingudes a través del seqüenciament genètic i la comparació d'eucariotes i procariontes.
Sandín advoca per una revisió radical de les premisses del paradigma darwinista, a la llum de les proves científiques, i en conseqüència pel desenvolupament d'una "nova biologia" que superi el paradigma actual.
A més advoca per evidència en la falla de la teoria i és que en el pas d'extremitats a ales no hi hauria una aparent superioritat respecte als avantpassats, així doncs els munyons que en donarien fruit no farien més adaptada a l'espècie sinó més apte per a la desaparició pel simple fet de no estar prou preparada pel mateix (ni extremitats ni ales funcionals).

### La crítica de Margulis
Per Margulis, els principis consagrats del darwinisme actual serveixen, com a màxim, per descriure mutacions intraespecies i per ser aplicats als mamífers. Margulis sosté que la causa principal de la complexitat i diversitat actuals és l'aparició del nucli cel·lular, conegut com a eukaryosis. Els següents passos, també fonamentals però exclusius de les eucariotes, van ser la reproducció sexual, la incorporació d'orgànuls-com les mitocòndries i els cloroplasts-i l'adquisició dels òrgans de locomoció d'algunes cèl·lules, els cilis. Aquestes van ser adquisicions posteriors en una terra habitada exclusivament per bacteris durant prop de dos mil milions d'anys. Aquests passos van ser decisius en la formació dels variats organismes que constitueixen els altres quatre regnes en què es divideix la vida.
Segons Margulis, res d'això pot ser explicat per mutacions aleatòries. Les seves investigacions revelen que diversos orgànuls són fruit d'un procés de simbiosi: bacteris que es van ajuntar, van intercanviar els seus gens i, traient profit d'aquesta integració, van acabar foses definitivament. Segons aquesta, la pròpia eukaryosis va ser el resultat d'una combinació simbiogenética. Aquesta fusió de genomes o l'adquisició de conjunts complets de gens per un organisme, i no les mutacions aleatòries en l'ADN, són els esdeveniments que poden explicar el sorgiment de noves espècies.

### La crítica de Behe
Les objeccions de Michael Behe al darwinisme plantegen un desafiament per a la Síntesi evolutiva, o Teoria Sintètica de l'Evolució. Behe, admet que les explicacions darwinistes són coherents amb les dades relatives a l'evolució del món macroscòpic, però no encerten quan es tracta d'explicar els fonaments de la vida, que són microscòpics, moleculars. La complexitat bioquímica de la vida no té comparació possible en el món macroscòpic. Per Behe, mutacions aleatòries graduals del genoma, ordenades per selecció natural són insuficients per explicar aquesta complexitat. Sustenta la seva afirmació, en el concepte de complexitat irreductible, que fa a sistemes compostos la funcionalitat depèn de la presència, acció, i interacció de totes les parts alhora. 
| « | La falta d'una de les parts fan infuncional al sistema. Un sistema per se complex no pot tenir fases intermèdies "funcionals". En una naturalesa no intencional les fases intermèdies no funcionals no tenen una raó per perdurar i esperar que se'ls atorgui un "toc final" que els permeti accedir a la seva funcionalitat, ja que la naturalesa només selecciona sistemes funcionals capaços de dotar un organisme d'algun avantatge per a la supervivència. | » |

Behe cita entre els seus arguments, la cascada de coagulació de la sang. La coagulació de la sang en els mamífers, requereix una complexa relació de 10 proteïnes i si una falla, la coagulació no passa. Behe afirma que no era possible que aquest sistema aparegués per atzar i que el sistema incomplet no podia funcionar. No obstant això l'existència d'animals amb menys proteïnes en la seva seqüència de coagulació mostra que no és un sistema irreductible.

### La crítica de Karl Popper[7]
El principal qüestionament de Popper al darwinisme referia al caràcter tautològic o quasi-tautològic dels seus postulats que pretenen explicar l'evolució mitjançant la supervivència del més apte. Segons Popper:
| « | "no sembla haver molta diferència-si és que n'hi ha-entre dir 'els que sobreviuen són els més aptes' i la tautologia 'els que sobreviuen són els que sobreviuen'. Això és així perquè em temo que no hi ha més criteri d'aptitud que la supervivència efectiva, de manera que del fet que hagi sobreviscut un organisme concloure que era el més apte o el més adaptat a les condicions vitals ". | » |

Malgrat això, Popper no va dubtar a defensar les aportacions científics del darwinisme, a qui inicialment va caracteritzar com un programa metafísic d'investigació, o una teoria metafísica no contrastable.
Posteriorment, Popper va rectificar notablement la seva posició sobre la contrastabilitat del darwinisme, en el seu assaig Natural Selection and the Emergence of Mind. En aquest article, Popper reconeix l'estatus de teoria científica del darwinisme, 
| « | "Aquesta és una teoria summament impressionant i poderosa. L'afirmació que s'explica completament l'evolució és, per descomptat, una afirmació audaç, i molt lluny de ser establerta. Totes les teories científiques són conjectures, fins i tot els que han superat amb èxit les proves de moltes i variades. La base mendeliana del darwinisme modern s'ha provat molt bé, i ho ha fet la teoria de l'evolució que diu que tota la vida terrestre ha evolucionat a partir d'uns pocs organismes primitius unicel·lulars, possiblement fins i tot d'un sol organisme.". | » |

 I va afegir:
| « | " he canviat d'opinió sobre la capacitat de prova i l'estat lògic de la teoria de la selecció natural, i estic content de tenir l'oportunitat de fer una retractació. la meva retractació pot, espero, contribuir una mica a la comprensió de la situació de la selecció natural." | » |

## Darwinisme i Eugenèsia
Una de les critiques més conegudes al Darwinisme és la relació d'importants Darwinistres i en especial els primers defensors d'aquesta teoria tals com Thomas Henry Huxley, Thomas Archer Hirst, George Busk, Edward Frankland, John Tyndall, Herbert Spencer, John Lubbock, Joseph Dalton Hooker, Francis Galton a moviments de caràcter eugenista (l'últim de la llista cosí del mateix Darwin i fundador de l'eugenèsia moderna), Galton, convençut, igual que Darwin, de l'herència tant de les virtuts com dels vicis, promou una eugenèsia "positiva", és a dir, a través de matrimonis selectius privilegiant aquells entre els elements més intel·ligents de la societat. El pas de l'eugenèsia "positiva" a la "negativa", és a dir, la prohibició de reproduir-se dels considerats febles i els imperfectes, és postulat per Leonard Darwin (1850-1943), fill de Charles i successor de Galton en la direcció de la Societat eugenèsica, que el mateix Galton havia fundat el 1907. Aquestes tesis de l'ús de la força per impedir la reproducció dels gens "inadequats", tenen la seva aplicació fins a dates molt recents en diferents moments i diferents països.
Dinesh D'Souza en el seu llibre What's so Great about Christianity escriu en resposta a les afirmacions de Sam Harris sobre la influència cristiana sobre l'holocaust jueu.:
| « | "Si el nazisme va representar la culminació d'alguna cosa ... aquesta cosa va ser la ideologia del darwinisme social ... Sam Harris senzillament ignora l'evidència per les simpaties nazis cap a Darwin, Nietzsche i l'ateisme ... per tant, quin sentit té el seu reclam que els líders nazis van ser conscients o inconscientment agents de la religió'? Certament cap ". | » |

## Associacions antidarwinistes
- Favorables al Disseny intel·ligent:
  - Physicians and Surgeons for Scientific Integrity.
  - Metges i Cirurgians per la Integritat Científica.
- Institut Métapsychique International.